# Cop d'estat a Egipte l'any 2013
Durant la presidència de Mohamed Mursi, candidat a la presidència del partit Germans Musulmans, i després d'una sèrie de protestes a Egipte en el mes de juliol de 2013, el mariscal de camp al-Sisi va donar al Govern un ultimàtum de 48 hores per pactar sobre les "demandes del poble" o bé dimitir del seu càrrec.

## Reunió
Abdelfatah al-Sisi, davant la negativa de Morsi d'abandonar el poder, el dimecres 3 de juliol, el dia que l'ultimàtum expirava, Al-Sisi es va reunir amb diverses forces polítiques del país per traçar un "full de ruta". A la reunió, a la qual el moviment polític dels Germans Musulmans es va negar a assistir, van estar presents destacades figures de l'oposició com Mohamed al-Baradei, el papa copte Teodor II d'Alexandria, el Gran Imam d'al-Azhar (Ahmed al-Tayeb) i l'organitzador del moviment Tamarod, Mahmud Badr.

## Intervenció de l'Exèrcit
El dia 6 de juliol al voltant de les 17:00 (hora local) l'ultimàtum de l'Exèrcit va arribar a la seva fi, i mentre que milions de manifestants anti-Mursi es congregaven a la Plaça Tahrir, els membres de l'Exèrcit van prendre nombroses infraestructures del Caire (la seu de la televisió, ponts, carrers). La residència presidencial va ser envoltada i el mateix Mursi va ser detingut.

## Discurs
Després del cop d'Estat, al-Sisi va donar un discurs televisat juntament amb el-Baradei, el-Tayeb, Teodor II, Badr, etc.
En el discurs es va anunciar: L'enderrocament oficial de Mohamed Mursi i el seu govern. La suspensió de la Constitució i la convocació d'eleccions. El nomenament del cap de la Cort Constitucional, Adly Mansur, com a president provisional d'Egipte. Després del cop d'Estat, el 16 de juliol de 2013 al-Sisi va assumir el nou càrrec de viceprimer ministre d'Egipte, sent Hazem el Beblaui el primer ministre. Va seguir exercint les mateixes funcions en l'Exèrcit i en el Ministeri de Defensa, però la cartera de Producció Militar va passar a Reda Hafez.

## Aldarulls
El 25 de juliol, Al-Sisi va donar de nou un ultimàtum, en aquesta ocasió dirigit als manifestants contraris al cop d'Estat, en què va demanar a aquests que s'unissin a les "files de la pàtria" o en cas contrari l'Exèrcit canviaria la seva estratègia en el tracte de la violència que generaven els manifestants. Finalment, el 14 d'agost, l'Exèrcit va dissoldre per la força les acampades massives que havien instal·lat els partidaris de Mursi en les places cairotes de Nahda i Raba-al-Adawiya. Assegurant que alguns dels manifestants estaven armats, la policia va usar gasos lacrimògens i suposadament bales reals per dispersar-los, el que va derivar en enfrontaments que van causar un elevat nombre de morts: 595 civils, 43 policies i 2 periodistes estrangers, segons el Ministeri de Sanitat.

## Opinió pública
Segons els partidaris dels Germans Musulmans, Al-Sisi és responsable de violacions contra els drets humans i d'intentar transformar el país en un nou règim autocràtic. Tanmateix, per a una part de la població egípcia, Al-Sisi s'havia convertit en un heroi nacional i el salvador de la pàtria, sent venerat amb imatges pels carrers, samarretes, perfums, pastissos, rellotges, bijuteria i fins i tot videojocs i cançons nacionalistes o de lloança.